# Euthalia ormocana
Euthalia ormocana är en fjärilsart som beskrevs av Julian Jumalon 1970. Euthalia ormocana ingår i släktet Euthalia och familjen praktfjärilar. Inga underarter finns listade i Catalogue of Life.